# Hercostomus fujianensis
Hercostomus fujianensis är en tvåvingeart som beskrevs av Yang 2003. Hercostomus fujianensis ingår i släktet Hercostomus och familjen styltflugor. Inga underarter finns listade i Catalogue of Life.